# Antonio García (Rennfahrer)

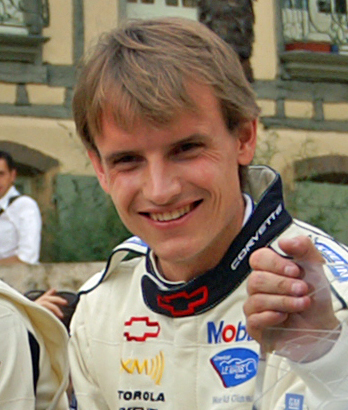
Antonio García 2009

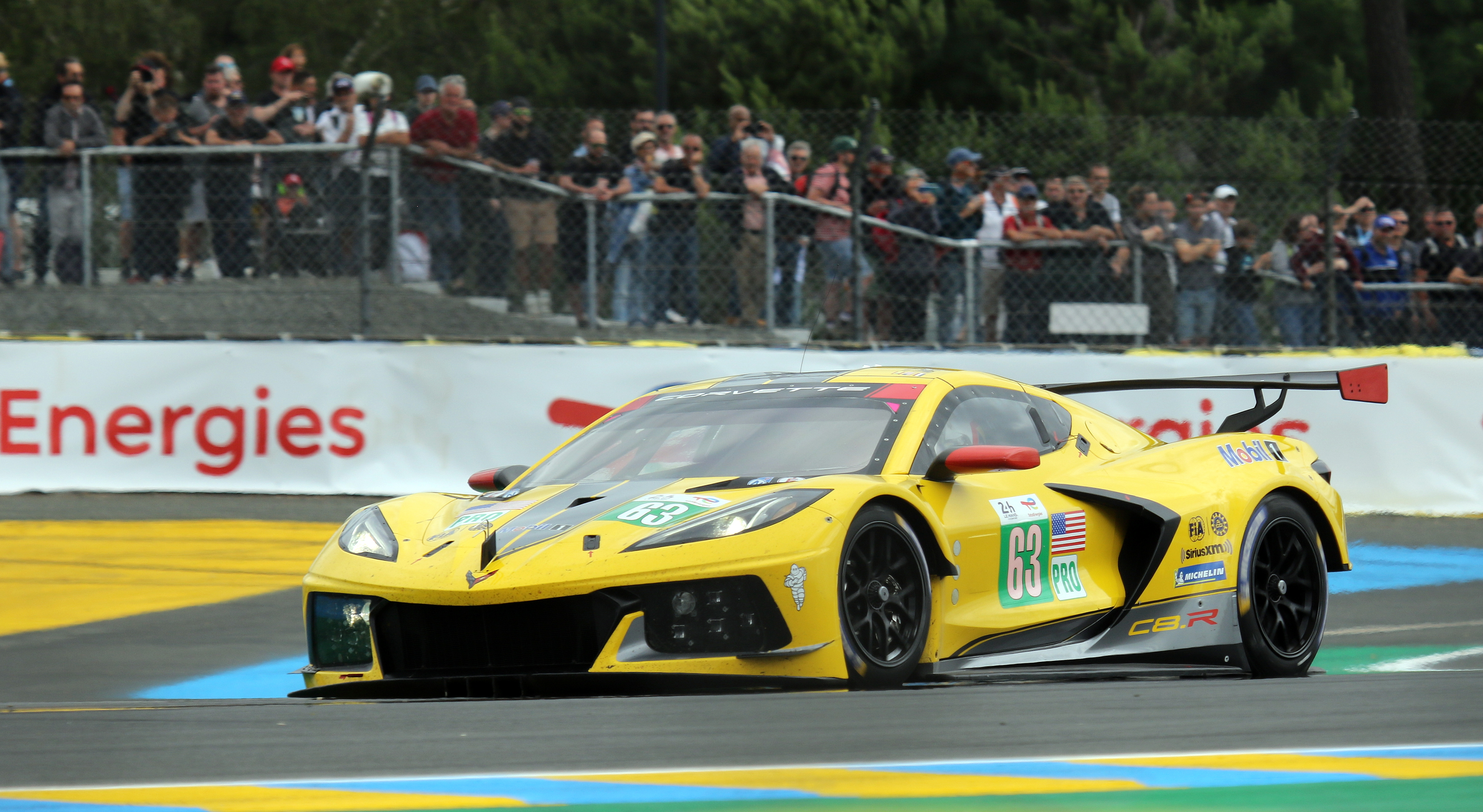
Der von Antonio García beim 24-Stunden-Rennen von Le Mans 2022 gefahrene Chevrolet Corvette C8.R GTD

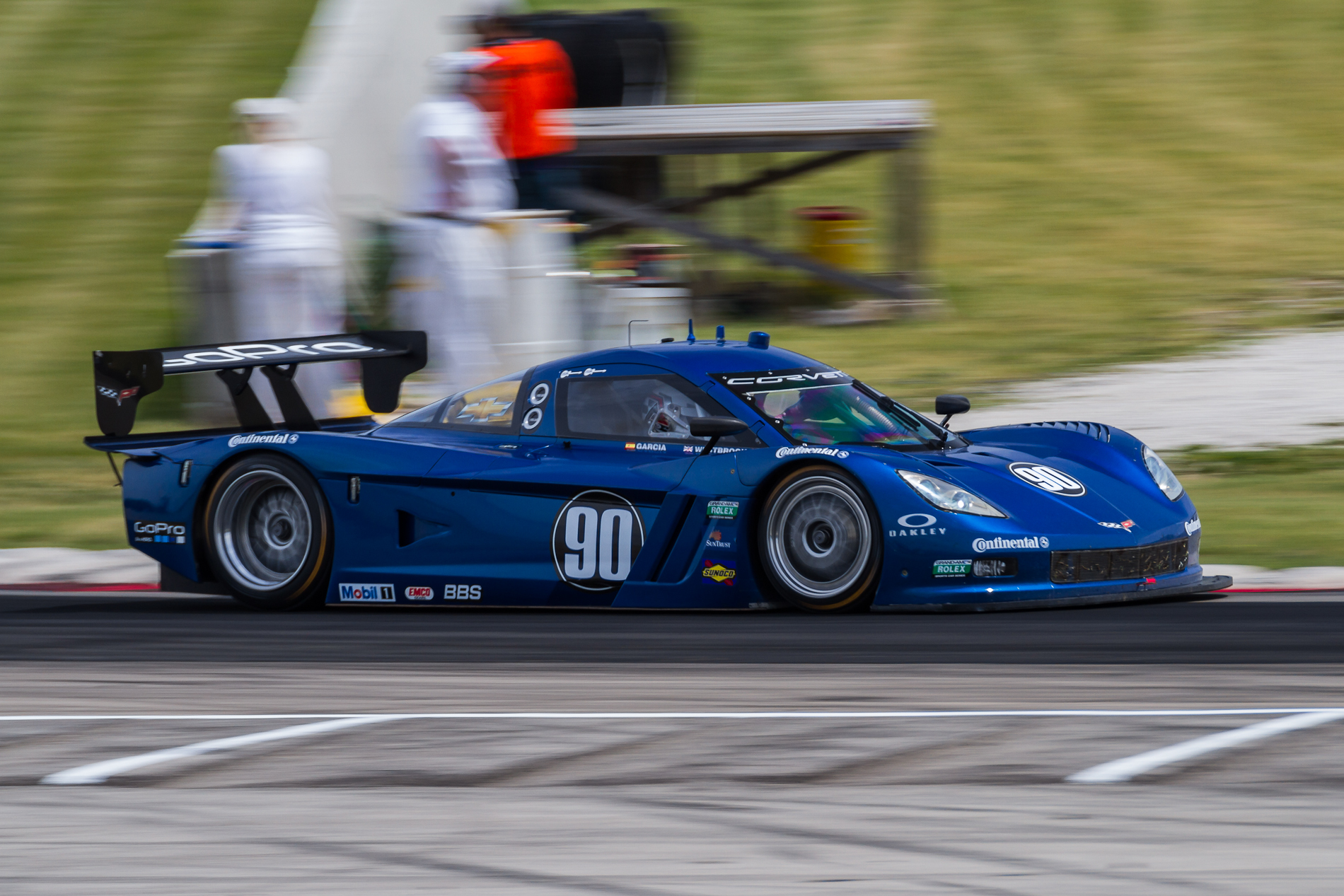
Der von Antonio García beim 2-Stunden-Rennen von Road America 2012 gefahrene Chevrolet Corvette DP

Antonio García Navarro (* 5. Juni 1980 in Madrid) ist ein spanischer Automobilrennfahrer. Er gewann 2000 die Open Telefónica by Nissan. Beim 24-Stunden-Rennen von Le Mans gelangen ihm drei Klassensiege (2008, 2009 und 2011). 2013 entschied er die GT-Wertung der ALMS für sich. Ab 2014 trat er in der United SportsCar Championship (USCC) an.

## Karriere
García begann seine Motorsportkarriere 1994 im Kartsport, in dem er bis 1998 aktiv war. Er gewann unter anderem 1997 die Formel-A-Europameisterschaft. Bereits 1997 debütierte er zudem im Formelsport und wurde Dritter der französischen Formel Renault Campus. 1998 erhielt er ein Cockpit bei Adrian Campos Motorsport in der Open Fortuna by Nissan. Er gewann zwei Rennen und wurde Fünfter in der Fahrerwertung, während sein Teamkollege Marc Gené den Titel gewann. 1999 behielt García sein Campos-Cockpit in der Serie, die nun Euro Open MoviStar by Nissan hieß. Mit einem Sieg beendete er die Saison auf dem sechsten Gesamtrang. Mit Fernando Alonso gewann erneut sein Teamkollege den Titel. 2000 bestritt García seine dritte Saison für Campos. Die Serie firmierte in diesem Jahr unter dem Namen Open Telefónica by Nissan. García gewann vier Rennen und entschied die Meisterschaft für sich. Mit 199 zu 182 Punkten setzte er sich gegen Giuseppe Burlotti durch.
2001 begann García die Saison für das von RSM Marko betreute Red Bull Junior Team F3000 in der internationalen Formel-3000-Meisterschaft. Nach dem vierten Rennen wurde er durch Ricardo Maurício ersetzt. Zum Ende der Saison kehrte er für Durango Formula in die Formel 3000 zurück und löste Jaime Melo für die letzten drei Rennen ab. García beendete die Saison ohne Punkte auf dem 26. Gesamtrang. Zwei zehnte Plätze waren seine besten Resultate. Darüber hinaus fuhr García 2001 für RWS Motorsport drei Rennen in der FIA-GT-Meisterschaft, bei denen er einmal die NGT-Wertung gewann. 2002 kehrte García zu Campos in die nun Telefónica World Series heißende Meisterschaft zurück. Mit einem zweiten Platz als bestem Resultat wurde er Gesamtfünfter. Darüber hinaus absolvierte er Formel-1-Testfahrten für Minardi. Im GT-Sport trat er für RWS Motorsport zu sechs Rennen der FIA-GT-Meisterschaft an. Dort erreichte er drei Podest-Platzierungen und wurde wie im Vorjahr 13. in der NGT-Wertung.
2003 wechselte García in den Tourenwagensport zu Ravaglia Motorsport in die Tourenwagen-Europameisterschaft (ETCC). Drei zweite Plätze waren seine besten Ergebnisse und er erreichte den achten Platz in der Meisterschaft. Mit 46 zu 43 Punkten setzte er sich intern gegen Fabrizio Giovanardi durch. Darüber hinaus absolvierte er für Campos zwei Rennen in der Superfund World Series. 2004 blieb García in der ETCC bei Ravaglia Motorsport. Mit einem zweiten Platz wurde er Siebter in der Fahrerwertung. Gegen seinen Teamkollegen Alessandro Zanardi setzte er sich mit 43 zu 8 Punkten durch. 2005 erhielt die Tourenwagenserie den Status einer Weltmeisterschaft und firmierte seitdem als WTCC. García trat erneut für Ravaglia Motorsport an. Zwei zweite Plätze waren seine besten Resultate und er schloss die Saison auf dem neunten Platz ab. Auch diesmal gewann er – mit 51 zu 36 Punkten – das teaminterne Duell gegen Zanardi. Darüber hinaus fuhr García 2005 für Russian Age Racing ein Rennen in der FIA-GT-Meisterschaft, bei dem er die GT1-Klasse gewann.
2006 wechselte García in den Langstreckensport. Für Cirtek Motorsport sowie das Team Modena fuhr er in der Le Mans Series. Dabei gelang ihm ein Sieg in der LMGT1-Klasse, die er auf dem fünften Rang abschloss. 2006 debütierte García zudem für Russian Age Racing beim 24-Stunden-Rennen von Le Mans. 2007 war García sowohl im europäischen, als auch im amerikanischen Langstreckensport aktiv. In Europa fuhr er für das Team Modena und wurde Gesamtsechster in der LMGT1-Wertung der Le Mans Series. Für das Team Modena nahm er zudem am 24-Stunden-Rennen von Le Mans teil. In Nordamerika fuhr er für Cheever Racing drei Rennen in der Prototypen-Klasse DP der Rolex Sports Car Series und für das Team Modena ein Rennen in der GT1-Klasse der American Le Mans Series (ALMS).
2008 wurde García zusammen mit Tomáš Enge für das Team Modena mit drei Klassensiegen Gesamtzweiter der LMGT1-Klasse der Le Mans Series. Beim 24-Stunden-Rennen von Le Mans gewann er zusammen mit David Brabham und Darren Turner für Aston Martin Racing die GT1-Klasse. In Nordamerika fuhr er für Bell Motorsport ein ALMS-Rennen in der GT1-Klasse und für Cheever Racing 13 Rennen in der DP-Klasse Rolex Sports Car Series. Dabei fuhr er einmal aufs Podium. 2009 erreichte García zusammen mit Leo Mansell für das Team Modena den dritten Rang in der LMGT1-Wertung der Le Mans Series. Beim 24-Stunden-Rennen von Le Mans startete er zusammen mit Jan Magnussen und Johnny O’Connell für Corvette Racing. Dabei gelang es García den Sieg in der GT1-Klasse zu verteidigen. Für CRS Racing war er zudem bei einem Rennen der FIA-GT-Serie aktiv. Für Corvette Racing nahm García ebenfalls an einem ALMS-Rennen teil, bei dem er die GT1-Wertung gewann. In der Rolex Sports Car Series fuhr er sechs Rennen für Brumos Racing und gewann einmal die DP-Wertung.
2010 beendete García sein Engagement in der Le Mans Series. Sein Hauptaugenmerk lag auf der Rolex Sports Car Series. Für Spirit of Daytona Racing startend beendete er die Saison mit einer Podest-Platzierung auf dem 16. Platz in der DP-Wertung. Darüber hinaus bestritt er für Corvette Racing in der GT2-Kategorie zwei ALMS-Rennen sowie das 24-Stunden-Rennen von Le Mans. 2011 absolvierte García das gleiche Programm wie im Vorjahr. Für Spirit of Daytona Racing wurde er Siebter in der DP-Wertung der Rolex Sports Car Series. Mit Corvette Racing gewann er die GTE-Pro-Wertung des 24-Stunden-Rennens von Le Mans zusammen mit Olivier Beretta und Tommy Milner.
2012 gewann García für Spirit of Daytona Racing zwei Rennen der Rolex Sports Car Series und wurde 13. im DP-Klassement. In der ALMS erreichte er für Corvette Racing zusammen mit Magnussen den dritten Platz in der GT-Wertung. Beim 24-Stunden-Rennen von Le Mans war er ebenfalls für Corvette Racing im Einsatz. 2013 erzielte García zusammen mit Magnussen für Corvette Racing den Gesamtsieg der GT-Wertung der ALMS. Die beiden erzielten drei Klassensiegen. Für Corvette Racing ging García ebenfalls beim 24-Stunden-Rennen von Le Mans an den Start. In der Rolex Sports Car Series fuhr García 2013 sowohl für Spirit of Daytona Racing zwei Rennen in der DP-Klasse, als auch für Stevenson Motorsports ein Rennen in der GT-Kategorie.
2014 fusionierten die ALMS und die Rolex Sports Car Series zur United SportsCar Championship (USCC). García trat in dieser Meisterschaft für Corvette Racing an. Zusammen mit Magnussen gewann er viermal die GTLM-Wertung. García schloss die Saison auf dem dritten Rang der GTLM-Klasse ab. Da Magnussen bei einem Rennen durch Jordan Taylor vertreten wurde, belegte García diese Position ohne seinen Teamkollegen. Außerdem bestritt er das 24-Stunden-Rennen von Le Mans für Corvette Racing. Dabei wurde er zusammen mit Magnussen und Taylor Zweiter der GTE-Pro-Wertung. Darüber hinaus kehrte García Ende 2014 nach über zehn Jahren in den Formelsport und zu Campos zurück. Er nahm für das von Campos betreute NEXTEV TCR Formula E Team an zwei Rennen der FIA-Formel-E-Meisterschaft teil.

## Statistik

### Karrierestationen
| - 1994–1998: Kartsport - 1997: Französische Formel Renault Campus (Platz 3) - 1998: Open Fortuna by Nissan (Platz 5) - 1999: Euro Open MoviStar by Nissan (Platz 6) - 2000: Open Telefónica by Nissan (Meister) - 2001: Formel 3000 (Platz 26) - 2001: FIA-GT-Meisterschaft, NGT (Platz 13) - 2002: Telefónica World Series (Platz 5) - 2002: FIA-GT-Meisterschaft, NGT (Platz 13) - 2003: ETCC (Platz 8) - 2003: Superfund World Series (Platz 21) - 2004: ETCC (Platz 7) | - 2005: WTCC (Platz 9) - 2005: FIA-GT-Meisterschaft, GT1 (Platz 26) - 2006: Le Mans Series, LMGT1 (Platz 5) - 2007: Le Mans Series, LMGT1 (Platz 6) - 2007: Rolex Sports Car Series, DP (Platz 42) - 2007: ALMS, GT1 (Platz 7) - 2008: Le Mans Series, LMGT1 (Platz 2) - 2008: Rolex Sports Car Series, DP (Platz 21) - 2008: ALMS, GT1 (Platz 6) - 2009: Le Mans Series, LMGT1 (Platz 3) - 2009: Rolex Sports Car Series, DP (Platz 28) - 2009: ALMS, GT1 | - 2009: FIA-GT-Meisterschaft, GT2 (Platz 16) - 2010: Rolex Sports Car Series, DP (Platz 16) - 2010: ALMS, GT2 (Platz 19) - 2011: Rolex Sports Car Series, DP (Platz 7) - 2011: ALMS, GT - 2012: ALMS, GT (Platz 3) - 2012: Rolex Sports Car Series, DP (Platz 13) - 2013: ALMS, GT (Meister) - 2013: Rolex Sports Car Series, DP (Platz 28) - 2013: Rolex Sports Car Series, GT (Platz 53) - 2014: USCC, GTLM (Platz 3) - 2015: Formel E (Platz 27) |

### Einzelergebnisse in der FIA-Formel-E-Meisterschaft
| Jahr    | Team         | 1   | 2   | 3   | 4   | 5   | 6   | 7   | 8   | 9   | 10  | 11  | Punkte | Rang |
| ------- | ------------ | --- | --- | --- | --- | --- | --- | --- | --- | --- | --- | --- | ------ | ---- |
| 2014/15 | China Racing | BEI | PUT | PUN | BUE | MIA | LBH | MON | BER | MOS | LON | LON | 0      | 27.  |
| 2014/15 | China Racing |     |     | 11  |     |     |     |     |     | 19  |     |     | 0      | 27.  |

| Legende                      | Legende       | Legende                                                                 |
| Farbe                        | Abkürzung     | Bedeutung                                                               |
| ---------------------------- | ------------- | ----------------------------------------------------------------------- |
| Gold                         | —             | Sieger                                                                  |
| Silber                       | —             | 2. Platz                                                                |
| Bronze                       | —             | 3. Platz                                                                |
| Grün                         | —             | Platzierung in den Punkten                                              |
| Blau                         | —             | Klassifiziert außerhalb der Punkteränge                                 |
| Violett                      | DNF           | Rennen nicht beendet                                                    |
| Violett                      | NC            | nicht klassifiziert                                                     |
| Rot                          | DNQ           | nicht qualifiziert                                                      |
| Schwarz                      | DSQ           | disqualifiziert                                                         |
| Weiß                         | DNS           | nicht am Start                                                          |
| Weiß                         | WD            | zurückgezogen                                                           |
| Weiß                         | C             | Rennen abgesagt                                                         |
| Blanko                       |               | nicht teilgenommen                                                      |
| Blanko                       | DNP           | gemeldet, aber nicht teilgenommen                                       |
| Blanko                       | INJ           | verletzt oder krank                                                     |
| Blanko                       | EX            | ausgeschlossen                                                          |
| sonstige Formate und Zeichen | P/fett        | Pole-Position                                                           |
| sonstige Formate und Zeichen | kursiv        | Schnellste Rennrunde (ab 2017/18: Schnellste Rennrunde der ersten Zehn) |
| sonstige Formate und Zeichen | unterstrichen | Führender in der Gesamtwertung                                          |
| sonstige Formate und Zeichen | °             | FanBoost                                                                |
| sonstige Formate und Zeichen | *             | nicht im Ziel, aufgrund der zurückgelegten Distanz aber gewertet        |
| sonstige Formate und Zeichen | ( )           | Streichresultat                                                         |

### Le-Mans-Ergebnisse
| Jahr | Team                | Fahrzeug                    | Teamkollege          | Teamkollege          | Platzierung             | Ausfallgrund |
| ---- | ------------------- | --------------------------- | -------------------- | -------------------- | ----------------------- | ------------ |
| 2006 | Russian Age Racing  | Aston Martin DBR9           | David Brabham        | Nelson Piquet junior | Rang 9                  |              |
| 2007 | Team Modena         | Aston Martin DBR9           | Christian Fittipaldi | Jos Menten           | Rang 17                 |              |
| 2008 | Aston Martin Racing | Aston Martin DBR9           | David Brabham        | Darren Turner        | Rang 13 und Klassensieg |              |
| 2009 | Corvette Racing     | Chevrolet Corvette C6.R     | Johnny O’Connell     | Jan Magnussen        | Rang 15 und Klassensieg |              |
| 2010 | Corvette Racing     | Chevrolet Corvette C6 ZR1   | Johnny O’Connell     | Jan Magnussen        | Ausfall                 | Motorschaden |
| 2011 | Corvette Racing     | Chevrolet Corvette C6.R     | Tommy Milner         | Olivier Beretta      | Rang 11 und Klassensieg |              |
| 2012 | Corvette Racing     | Chevrolet Corvette C6.R     | Jordan Taylor        | Jan Magnussen        | Rang 23                 |              |
| 2013 | Corvette Racing     | Chevrolet Corvette C6.R ZR1 | Jordan Taylor        | Jan Magnussen        | Rang 19                 |              |
| 2014 | Corvette Racing     | Chevrolet Corvette C7.R     | Jordan Taylor        | Jan Magnussen        | Rang 16                 |              |
| 2016 | Corvette Racing     | Chevrolet Corvette C7.R     | Ricky Taylor         | Jan Magnussen        | Rang 25                 |              |
| 2017 | Corvette Racing     | Chevrolet Corvette C7.R     | Jordon Taylor        | Jan Magnussen        | Rang 19                 |              |
| 2018 | Corvette Racing     | Chevrolet Corvette C7.R     | Mike Rockenfeller    | Jan Magnussen        | Rang 18                 |              |
| 2019 | Corvette Racing     | Chevrolet Corvette C7.R     | Mike Rockenfeller    | Jan Magnussen        | Rang 28                 |              |
| 2021 | Corvette Racing     | Chevrolet Corvette C8.R     | Jordan Taylor        | Nicky Catsburg       | Rang 21                 |              |
| 2022 | Corvette Racing     | Chevrolet Corvette C8.R     | Jordan Taylor        | Nicky Catsburg       | Ausfall                 | Aufhängung   |

### Sebring-Ergebnisse
| Jahr | Team                                        | Fahrzeug                     | Teamkollege       | Teamkollege       | Platzierung             | Ausfallgrund |
| ---- | ------------------------------------------- | ---------------------------- | ----------------- | ----------------- | ----------------------- | ------------ |
| 2007 | Team Modena                                 | Aston Martin DBR9            | Darren Turner     | Liz Halliday      | Rang 11                 |              |
| 2008 | Bell Motorsports                            | Aston Martin DBR9            | Terry Borcheller  | Chapman Ducote    | Rang 16                 |              |
| 2009 | Corvette Racing                             | Chevrolet Corvette C6.R      | Jan Magnussen     | Johnny O’Connell  | Rang 5 und Klassensieg  |              |
| 2010 | Corvette Racing                             | Chevrolet Corvette C6.R      | Jan Magnussen     | Johnny O’Connell  | Rang 15                 |              |
| 2011 | Corvette Racing                             | Chevrolet Corvette C6 ZR1    | Olivier Beretta   | Tommy Milner      | Rang 13                 |              |
| 2012 | Corvette Racing                             | Chevrolet Corvette C6 ZR1    | Jan Magnussen     | Jordan Taylor     | Rang 18                 |              |
| 2013 | Corvette Racing                             | Chevrolet Corvette C6.R      | Jan Magnussen     | Jordan Taylor     | Ausfall                 | Defekt       |
| 2014 | Corvette Racing                             | Chevrolet Corvette C7.R      | Jan Magnussen     | Ryan Briscoe      | Rang 19                 |              |
| 2015 | Corvette Racing                             | Chevrolet Corvette C7.R      | Jan Magnussen     | Ryan Briscoe      | Rang 10 und Klassensieg |              |
| 2016 | Corvette Racing                             | Chevrolet Corvette C7.R      | Jan Magnussen     | Mike Rockenfeller | Rang 38                 |              |
| 2017 | Corvette Racing                             | Chevrolet Corvette C7.R      | Jan Magnussen     | Mike Rockenfeller | Rang 7 und Klassensieg  |              |
| 2018 | Corvette Racing                             | Chevrolet Corvette C7.R      | Jan Magnussen     | Mike Rockenfeller | Rang 35                 |              |
| 2019 | Corvette Racing                             | Chevrolet Corvette C7.R      | Jan Magnussen     | Mike Rockenfeller | Rang 12                 |              |
| 2020 | Corvette Racing                             | Chevrolet Corvette C8.R      | Nicky Catsburg    | Jordan Taylor     | Rang 16                 |              |
| 2021 | Corvette Racing                             | Chevrolet Corvette C8.R      | Nicky Catsburg    | Jordan Taylor     | Rang 11                 |              |
| 2022 | Corvette Racing                             | Chevrolet Corvette C8.R GTD  | Nicky Catsburg    | Jordan Taylor     | Rang 16 und Klassensieg |              |
| 2023 | Corvette Racing                             | Chevrolet Corvette C8.R GTD  | Tommy Milner      | Jordan Taylor     | Rang 18                 |              |
| 2024 | Corvette Racing                             | Chevrolet Corvette Z06 GT3.R | Daniel Juncadella | Alexander Sims    | Ausfall                 | Unfall       |
| 2025 | Corvette Racing by Pratt Miller Motorsports | Chevrolet Corvette Z06 GT3.R | Daniel Juncadella | Alexander Sims    | Rang 25                 |              |

### Einzelergebnisse in der FIA-Langstrecken-Weltmeisterschaft
| Saison  | Team            | Rennwagen               | 1   | 2   | 3   | 4   | 5   | 6   | 7   | 8   | 9   |
| ------- | --------------- | ----------------------- | --- | --- | --- | --- | --- | --- | --- | --- | --- |
| 2012    | Corvette Racing | Chevrolet Corvette C6.R | SEB | SPA | LEM | SIL | SAO | BAH | FUJ | SHA |     |
| 2012    | Corvette Racing | Chevrolet Corvette C6.R | 18  |     | 23  |     |     |     |     |     |     |
| 2013    | Corvette Racing | Chevrolet Corvette C6.R | SIL | SPA | LEM | SAO | AUS | FUJ | SHA | BAH |     |
| 2013    | Corvette Racing | Chevrolet Corvette C6.R | 19  |     |     |     |     |     |     |     |     |
| 2014    | Corvette Racing | Chevrolet Corvette C7.R | SIL | SPA | LEM | AUS | FUJ | SHA | BAH | SAO |     |
| 2014    | Corvette Racing | Chevrolet Corvette C7.R | 16  |     |     |     |     |     |     |     |     |
| 2016    | Corvette Racing | Chevrolet Corvette C7.R | SIL | SPA | LEM | NÜR | MEX | AUS | FUJ | SHA | BAH |
| 2016    | Corvette Racing | Chevrolet Corvette C7.R | 25  |     |     |     |     |     |     |     |     |
| 2017    | Corvette Racing | Chevrolet Corvette C7.R | SIL | SPA | LEM | NÜR | MEX | AUS | FUJ | SHA | BAH |
| 2017    | Corvette Racing | Chevrolet Corvette C7.R | 19  |     |     |     |     |     |     |     |     |
| 2018/19 | Corvette Racing | Chevrolet Corvette C7.R | SPA | LEM | SIL | FUJ | SHA | SEB | SPA | LEM |     |
| 2018/19 | Corvette Racing | Chevrolet Corvette C7.R |     | 18  |     |     |     | 17  |     | 28  |     |
| 2021    | Corvette Racing | Chevrolet Corvette C8.R | SPA | POR | MON | LEM | BAH | BAH |     |     |     |
| 2021    | Corvette Racing | Chevrolet Corvette C8.R | 18  |     |     | 21  |     |     |     |     |     |
| 2022    | Corvette Racing | Chevrolet Corvette C8.R | SEB | SPA | LEM | MON | FUJ | BAH |     |     |     |
| 2022    | Corvette Racing | Chevrolet Corvette C8.R | DNF |     |     |     |     |     |     |     |     |